# Drungena
Genre
Drungena est un genre d'araignées aranéomorphes de la famille des Mysmenidae.

## Distribution
Les espèces de ce genre sont endémiques du Yunnan en Chine,.

## Liste des espèces
Selon World Spider Catalog (version 24.5, 22/08/2023) :
- Drungena crewsae Zhang, Li & Lin, 2023
- Drungena haban (Miller, Griswold & Yin, 2009)

## Systématique et taxinomie
Ce genre a été décrit par Lin et Li en 2023 dans les Mysmenidae.

## Publication originale
- Zhang, Li, Lin, Li, Yao & Zhang, 2023 : « Regression of East Tethys resulted in a center of biodiversity: a study of Mysmenidae spiders from the Gaoligong Mountains, China. » Zoological Research, vol. 44, no 4, p. 737-738 & I-XCI.